# Saubuckeltunnel
Der Saubuckeltunnel ist ein 402,8 m langer zweigleisiger Eisenbahntunnel im Zuge der Schnellfahrstrecke Mannheim–Stuttgart auf dem Gebiet der Gemarkung Illingen.

## Lage
Die in den 1980er Jahren von der damaligen Deutschen Bundesbahn neu gebaute Strecke quert zwischen Illingen (Württemberg) und Schützingen im Enzkreis einen Höhenzug des Strombergs zwischen dem Mettertal und den nördlichen Nebentälern der Schmie. Aus Richtung Mannheim kommend überquert die Strecke den offenen Einschnitt des Sulzbachtales auf einem Damm im Anschluss an den wesentlich längeren Burgbergtunnel. Um einen breiten und tiefen Einschnitt zu vermeiden, wird die Strecke auf 402,8 m in einem Tunnel, dem Saubuckeltunnel, geführt.
Zwischen dem Ostportal des Burgbergtunnels und dem Westportal des Saubuckeltunnels befindet sich eine Fläche für Rettungsfahrzeuge, die über eine befestigte Zufahrtsstraße an die Kreisstraße K 4510 zwischen Illingen (Württemberg) und Schützingen angebunden ist.
Die Trasse verläuft in südöstlicher Richtung in einem Linksbogen von 7000 m Radius. Die größte Überlagerung beträgt 16 m. Der Tunnel weist ein gleichmäßiges Gefälle von West nach Ost von 11,7 ‰ auf.

## Geschichte

### Planung
Das Bauwerk war im Planungsstand der Neubaustrecke von 1973 nicht vorgesehen.
An Stelle des heutigen Tunnels war ursprünglich ein tiefer Einschnitt vorgesehen gewesen. Im Zuge eines Kompromisses zwischen der Deutschen Bundesbahn, dem Land Baden-Württemberg und beteiligten Gemeinden wurde der heutige Tunnel geplant.
Anfang 1983 und Mitte 1985 war das Bauwerk mit einer Länge von 350 m geplant.

### Bau
Das Bauwerk wurde mit Ausnahme der beiden Portale in geschlossener Bauweise hergestellt. Die ausführenden Bauunternehmen hatten sich zur ARGE Saubuckeltunnel zusammengeschlossen. Diese bestand aus den drei Bauunternehmen Josef Riepl AG, Ndl München; Hinteregger, Brandstetter + Co, Freilassing; Dyckerhoff & Widmann AG, Ndl Pforzheim. Die Baudurchführung erfolgte in den Jahren 1986 und 1987, die Gesamtherstellungskosten beliefen sich auf 15,6 Mio. DM.
Der Saubuckel- und der benachbarte Burgbergtunnel waren zum Zeitpunkt des Baus die ersten Tunnelbauten in der geologischen Formation des Unteren Mergels. Um Erfahrungen zu sammeln, wurde daher zunächst ein Probestollen aufgefahren, der im Bereich der größten Überdeckung auf den gesamten Querschnitt der Kalotte aufgeweitet wurde. Mit den einhergehenden Messungen wurde mit Hilfe der Finite-Elemente-Methode ein Baugrundmodell entwickelt.
Zur Erkundung der Gebirgsverhältnisse wurde 1986 am Ostportal eine Probebaugrube ausgehoben. Am Westportal wurde zunächst der endgültige Einschnitt des Sulzbachtales ausgehoben. Von dort wurde der Saubuckeltunnel angeschlagen. Der Tunnel wurde bergmännisch nach den Regeln der Neuen Österreichischen Tunnelbauweise aufgefahren.
Aufgrund der Größe des Ausbruchsquerschnitts und der vorherrschenden Gebirgsverhältnisse wurde der Ausbruch unterteilt. Dabei wurden die Erfahrungen vom Vortrieb des Burgbergtunnels genutzt, bei dem der über die ganze Tunnellänge vorgängige Kalottenvortrieb den Anforderungen Rechnung getragen hat.
Die Kalotte wurde im Vollausbruch aufgefahren, die Sohle wurde grundsätzlich mit einem Sohlgewölbe gesichert. Der Vortrieb erfolgte vom Westportal aus in Richtung Südosten. Vom Einschnitt am Ostportal aus wurde ein kurzer Gegenvortrieb angesetzt.
Nach dem Durchschlag der Kalotte wurden vom Westportal her die Strosse und Sohle bis etwa zur Tunnelmitte ausgebrochen. Im Anschluss daran wurde die restliche Strosse vom Ostportal her ausgebaut. Im Rahmen des Strossen- und Sohlenvortriebs wurde das Kalottensohlgewölbe abgebrochen. In der Außenschale der Kalotte wurde eine besonders ausgebildete Anschlussstelle eingesetzt, die einen reibungslosen Abbruch als auch einen einwandfreien Anschluss der Ulmensicherung gestattet. Der Vortrieb wurde mit Tunnelbaggern in Abschnitten von 0,8 bis 1,0 m Länge ausgeführt. Im Zuge der Vortriebsarbeiten wurde das Gebirge mit einer äußeren Schale aus Spritzbeton, Gitterträgern, Ankern und Betonstahlmatten gesichert.
Am 13. Februar 1987 kam es beim Vortrieb der Kalotte zu einem Verbruch. Als Ursache wurde eine verringerte, nicht den Plänen entsprechende Gebirgssicherung, identifiziert.

### Betrieb
In der Nacht zum 14. April 2014 blieben acht von zwölf Wagen eines Intercitys dreieinhalb Stunden im Saubuckeltunnel stehen.

## Geologie
Der Tunnel liegt oberhalb des Grundwasserspiegels, in seinem Bereich ist mit Sickerwasser oder Schichtgrundwasser zu rechnen.
Im Wesentlichen liegt der Saubuckeltunnel im Bereich der Unteren Bunten Mergeln (km3u), die eine Schicht des mittleren Keupers darstellen. Das Ausbruchmaterial der Unteren Bunten Mergeln wurde als Rohstoff für die Ziegelherstellung genutzt. Der geeignete Teil der Ausbruchmassen wurde entsprechend an die Baustoffwerke Mühlacker abgegeben und in einer Zwischendeponie an der Landesstraße L1134 zwischen Mühlacker und Mühlacker-Lienzingen zusammen mit den geeigneten Ausbruchmassen des Burgbergtunnels zwischengelagert. Der restliche Teil der Ausbruchmassen wurde für die Verfüllung der Baugrube des Burgbergtunnels eingesetzt.
Rund 400.000 Kubikmeter Bunter Mergel aus dem Saubuckel- und dem benachbarten Burgbergtunnel wurden einem Baustoffhof überlassen, der ab Herbst 1987 daraus Mauer- und Dachziegel fertigte. Der Vorrat sollte 10 bis 15 Produktionsjahre reichen (Stand: 1989).
Durch dieses Massenkonzept war es nicht notwendig, eine Deponie anzulegen.

## Endausbau
Nach Beendigung des Strossen- und Sohlenvortriebs vom Westportal aus wurde von dort her mit der Herstellung der Tunnelschale aus Ortbeton begonnen. Für die Schalung wurde der Schalwagen des Burgbergtunnels eingesetzt.
Die Tunnelblöcke werden ohne zusätzliche Haut-Abdichtung erstellt, da keine betonangreifenden Wässer festgestellt wurden. Als Beton wurde ein wasserundurchlässiger Beton verwendet, der vom Werk Illingen/Württ. der Readymix AG unter Verwendung von Zement aus dem Zementwerk Lauffen am Neckar hergestellt wurde.
Sohle und aufgehendes Gewölbe wurden in einem Arbeitsgang in Blöcken von 8,80 m Länge ohne horizontale Arbeitsfugen monolithisch betoniert.

## Sonstiges
Tunnelpatin war Frau Margarete Reichert (Ehefrau von Heinz Reichert, Landrat des Enzkreises 1973–1995).